# Савчинський Григорій
Григо́рій Онуфрійович Савчи́нський гербу Сулима (1804, Дуплиська, нині Заліщицький район — 16 лютого 1888) — український громадський діяч, греко-католицький священник, письменник. Один з перших зачинателів віршованої байки в Галичині, автор творів за тверезий спосіб життя. Дід Соломії Крушельницької.

## Життєпис
Народився у 1804 році в с. Дуплиська, нині Заліщицький район Тернопільської області, Україна (тоді Чортківський округ Королівства Галичини та Володимирії, Австрійська імперія) у дрібношляхетській родині Онуфрія Савчинського і його дружини Теклі. Прадід походив з села Савчин на Волині, і був козацьким осавулом. За військову хоробрість отримав шляхетство і герб. Мав братів Василя, Данила, львівського адвоката і журналіста Миколу. Небожами Г. Савчинського були львівський адвокат і автор Яків Васильович (1825—1892), член львівської шкільної ради Зигмунт, Теофіл Савчинські.
Навчався в Бучацькій гімназії при монастирі оо. Василіян (зокрема, у 1826 році), Львівській духовній семінарії (закінчив у 1832 р.).
Ставши священиком, служив у Княгиничах (1833—1834 р.), селах Виспа (1834—1859 р.), Звенигород (1859—1888 р.). Тривалий час був бібрським деканом ГКЦ.
Учасник Собору руських вчених у 1848 році. Гостювали у нього польські белетристи Залєскі, Корнель Уєйскі та інші.
У 1884 році під час святкування уродин перебувала 12-річна внучка Соломія, яка робила перші кроки на сцені.
Був не тільки духівником, але й порадником, адвокатом селян, учителем релігії, закладав читальні, комітети допомоги сиротам.
Почав хворіти 1886 року. Похований у с. Звенигород (нині — Львівського району).

### Сім'я
Дружина — Ганна з Готоровських (1805—1864), донька отця Михайла Готоровського та його дружини Анастасії з Ліснецьких; походила з села Сугрів (тепер Жидачівський район). Мали 9 дітей:
- Текля — дружина о. Івана Лопачинського, священика Виспи і Миколаєва;
- Іванна — дружина о. Івана Нудя;
- Теодора-Марія — дружина о. Амвросія Крушельницького;
- Софія — дружина львівського міщанина Згурського;
- Ігнатій — священик, помер 1866 року в Устю-Зеленім (холера[6]);
- Гілярій (Іларіон) — нотар у Збаражі, Жидачеві, Белзі, Львові (помер 1907 р.);
- Крещентій — службовець у Мостиськах (помер 1889 р.);
- Йосип, Олімпій — священики УГКЦ[7].

## Творча діяльність
Має багатожанрову спадщину. Один з перших зачинателів віршованої байки в Галичині, зокрема, твори «Гусак», «Курочка». «Будяк», «Яструб і Голуб», «Старий Кінь і старий Собака», «Когутик».
Знаючи добре сільське життя, точно «виписував» сільські типажі, зокрема, «п'явок»-війтів, корчмарів. Чимало творів мали антиалкогольне спрямування, зокрема, «Недоля пияка і його коней», «Покаяння пияка». Іван Франко дав позитивну оцінку творчості у своєму «Нарисі історії українсько-руської літератури» (1910), зокрема, відзначив оповідання «Геть, геть, геть!» за його пропаганду тверезості, також як «не позбавлене таланту».
Автор віршів, оповідань, повістей і дописів у галицьких газетах. 1860-их — 80-их pp.(«Слово», «НедЂля», «Ластôвка», «Читанка», «Вечерниці», «Домъ и Школа») й виданнях «Общества ім. М. Качковського». Друкував свої твори в газеті «Зоря Галицька», захоплювався музикою, народною піснею.
У 1993 році вийшла збірка «Звенигород», в якій вміщені поезії, гуморески, притчі, байки, проза Григорія Савчинського. Упорядник — фольклорист Петро Медведик.

## Видання творів
- Савчинський Г. Звенигород: ліричні поезії, віршовані гуморески, казки, притчі і байки, прозові твори / Упорядник П. Медведик. — Т., 1993. — 87 с.